# Abu al-Ghurr
Abu al-Ghurr (arab. أبو الغر) – wieś w Syrii, w muhafazie Hama. W 2004 roku liczyła 261 mieszkańców.